# Cerataulina boettcheri
Cerataulina boettcheri är en tvåvingeart som först beskrevs av Frey 1927.  Cerataulina boettcheri ingår i släktet Cerataulina och familjen lövflugor. Inga underarter finns listade i Catalogue of Life.